# Akuyaku Reijō no Naka no Hito
Akuyaku Reijō no Naka no Hito: Danzai Sareta Tensei-sha no Tame Usotsuki Heroine ni Fukushū Itashimasu là loạt light novel do Makiburo viết và Murasaki Mai vẽ minh họa. Ban đầu truyện đăng trên trang web tiểu thuyết trực tuyến Shōsetsuka ni Narō trong tháng 5 năm 2020. Sau đó nhà xuất bản Ichijinsha mua lại và xuất bản dưới ấn hiệu Ichijinsha Novels từ tháng 2 năm 2021. Phiên bản manga do Shiraume Nazuna vẽ minh họa đăng dài kỳ trên trang web Pixiv Comic dưới thương hiệu Comic Lake từ tháng 11 năm 2021 đến tháng 5 năm 2025. Bản chuyển thể anime cũng được thông báo trong tháng 5 năm 2025.

## Nội dung
Sau cơn sốt cao, cô bé tiểu thư quý tộc Remilia Rosa Graupner tỉnh dậy, bàng hoàng phát hiện cơ thể mình bị linh hồn một cô gái Nhật Bản tên Emi đầu thai vào, còn linh hồn mình thì mắc kẹt trong tiềm thức, không thể điều khiển cơ thể. Tuy ban đầu tức giận, nhưng khi cảm nhận được lòng tốt của Emi dành cho mình và ký ức tươi đẹp của cô ấy, Remilia dần chấp nhận và xem Emi như người thân nhất của mình.
Emi nhận ra mình đầu thai vào nhân vật phản diện trong tựa game Otome Hoshi no Otome to Guze no Kishi mà cô từng chơi. Thương cảm và mong muốn thay đổi số phận bi kịch của nhân vật, cô nỗ lực rèn luyện, xây dựng các mối quan hệ tốt đẹp nhằm giúp nhân vật tìm kiếm cái kết hạnh phúc.
Mọi chuyện đáng ra nên như thế. Nhưng Emi không ngờ vẫn rơi vào kết cục cũ khi bị chính thánh nữ – cũng là người đầu thai vào thế giới này – hãm hại, khiến mọi người quay lưng với cô. Quá đau khổ, linh hồn Emi chìm vào giấc ngủ sâu, linh hồn Remilia quay lại nắm quyền điều khiển cơ thể. Mang theo mối thù với thánh nữ và thế giới này, Remilia quyết tâm minh oan cho Emi và trả thù thánh nữ, đồng thời xây dựng một thế giới tươi đẹp – nơi Emi có thể sống hạnh phúc. Với trí tuệ sắc bén cùng sức mạnh của bản thân, lại có thêm ký ức về thế giới game và Trái Đất từ Emi, Remilia từng bước thực hiện kế hoạch của mình.

## Nhân vật
Remilia Rosa Graupner (レミリア・ローゼ・グラウプナー Remiria rōze guraupunā)
Nhân vật nữ chính, sống trong cô đơn và thiếu thốn tình thương từ nhỏ, khiến tính cách cô trở nên cực đoan. Sau khi linh hồn Emi đầu thai vào cơ thể, Remilia được trải nghiệm cuộc sống của Emi qua những ký ức của cô ấy và từ sự tức giận ban đầu, dần dần Remilia xem Emi là người thân thiết nhất. Khi phải bất lực chứng kiến Emi trong thân xác cô bị đổ tội, Remilia chìm trong đau khổ. Cô quyết tâm minh oan cho Emi, trả thù ả thánh nữ và những kẻ liên quan, đồng thời xây dựng một thế giới tốt đẹp để Emi có thể sống.
Kobayashi Emi (小林恵美 (エミ))
Linh hồn đầu thai vào cơ thể Remilia. Vốn là một cô gái bình thường, từng có cuộc sống vui vẻ và hạnh phúc ở Nhật Bản. Sau khi chết, Emi đầu thai vào nhân vật phản diện trong thế giới game mà cô từng chơi. Vì cảm thấy thương xót số phận bi kịch của nhân vật theo cốt truyện, Emi quyết tâm thay đổi nó để nhân vật có một cái kết hạnh phúc. Cô bắt đầu làm mọi cách, từ rèn luyện sức mạnh, chế tạo vật dụng từ Trái Đất, cho đến việc xây dựng mối quan hệ tốt đẹp với tuyến nhân vật và những người xung quanh. Sau khi bị đả kích nặng nề trong một sự kiện chính của game, linh hồn Emi chìm sâu vào giấc ngủ, trả lại cơ thể cho Remilia. Về sau linh hồn Emi đầu thai thành con của Remilia và Ángel.
Blanche Pina (ピナ・ブランシュ Pina buranshu)
Thánh nữ đích thực của vương quốc. Khi linh hồn Rina đầu thai đến thế giới này đã chiếm hữu cơ thể Pina suốt bộ truyện. Sau sự kiện hãm hại Remilia, linh hồn Pina hoàn toàn tách khỏi cơ thể và được tự do. Sau này linh hồn Pina đầu thai thành con của Remilia và Ángel.
Rina (リィナ Rina)
Linh hồn đầu thai vào cơ thể của Pina, một cô gái đến từ Trái Đất với tính cách ích kỷ. Khi đến học viện, Rina phát hiện cốt truyện gốc bị thay đổi bởi vì mọi người xung quanh đều đối xử tốt với Remilia (do linh hồn Emi kiểm soát). Rina nhận ra Remilia cũng là người đầu thai vào thế giới này. Cô cố gắng làm mọi cách để chiếm được tình cảm của tuyến nhân vật nam chính nhưng thất bại. Tìm cách đưa mọi thứ trở lại đúng như cốt truyện gốc, Rina nghĩ ra kế hoạch tạo dựng tình huống giả và lan truyền tin đồn rằng Remilia bắt nạt mình, qua đó vu oan cho Remilia. Để đạt được mục đích, Rina còn sử dụng vật phẩm mê hoặc để lấy lòng mọi người xung quanh. Cuối cùng, kế hoạch của Rina thành công, dẫn đến sự kiện Remilia bị lưu đày đến một ngôi làng bỏ hoang.
Williard Ark Klaisen (ウィリアルド・アーク・クライゼン Wiriarudo Āku Kuraizen)
Nhị hoàng tử, người được định sẽ kế vị ngai vàng, đã đính hôn với Remilia khi còn nhỏ. Tuy nhiên, sau này anh gặp Pina (bị linh hồn Rina chiếm hữu), và bị cô ta lừa đổ tội cho Remilia. Kết quả là anh hủy hôn ước với Remilia để đính hôn với Pina.
Ángel (アンヘル Anheru)
Quỷ vương, người cai trị quỷ quốc, sở hữu đôi mắt có thể nhìn thấu lời nói dối. Ángel hợp tác cùng Remilia đánh bại vị thần sáng tạo – nguồn gốc của chướng khí – để cứu lấy thế giới và quỷ quốc, do đó thay đổi hoàn toàn kịch bản game. Sau trận chiến, Remilia còn giúp cậu xây dựng mối quan hệ với loài người.

## Chuyển thể

### Light novel
Bộ light novel do Makiburo viết và đăng dài kỳ trên trang web tiểu thuyết trực tuyến Shōsetsuka ni Narō từ ngày 14 đến 25 tháng 5 năm 2020. Sau này Ichijinsha mua lại và xuất bản nó dưới ấn hiệu Ichijinsha Novels từ ngày 2 tháng 2 năm 2021 và do Murasaki Mai vẽ minh họa. Tính đến tháng 2 năm 2024, họ xuất bản tổng cộng 2 tập.
| # | Phát hành tiếng Nhật | Phát hành tiếng Nhật |
| # | Ngày phát hành       | ISBN                 |
| - | -------------------- | -------------------- |
| 1 | 2 tháng 2 năm 2021   | 978-4-7580-9337-8    |
| 2 | 2 tháng 2 năm 2024   | 978-4-7580-9588-4    |

### Manga
Bản chuyển thể manga do Shiraume Nazuna vẽ minh họa đăng dài kỳ trên trang web truyện tranh trực tuyến Pixiv Comic dưới ấn hiệu Comic Lake của Ichijinsha kể từ ngày 19 tháng 11 năm 2021 đến ngày 30 tháng 5 năm 2025. Các chương truyện được gom lại thành nhiều tập tankōbon, tập đầu tiên xuất bản vào ngày 25 tháng 4 năm 2022. Tính đến tháng 6 năm 2025, họ xuất bản tổng cộng sáu tập.
| # | Phát hành tiếng Nhật | Phát hành tiếng Nhật |
| # | Ngày phát hành       | ISBN                 |
| - | -------------------- | -------------------- |
| 1 | 25 tháng 4 năm 2022  | 978-4-7580-2386-3    |
| 2 | 25 tháng 10 năm 2022 | 978-4-7580-2459-4    |
| 3 | 25 tháng 5 năm 2023  | 978-4-7580-2536-2    |
| 4 | 24 tháng 2 năm 2024  | 978-4-7580-2655-0    |
| 5 | 25 tháng 11 năm 2024 | 978-4-7580-2804-2    |
| 6 | 25 tháng 6 năm 2025  | 978-4-75-802924-7    |

## Anime
Bản chuyển thể anime được thông báo ngày 30 tháng 5 năm 2025.

## Giải thưởng
Bản manga của truyện được đề cử vị trí 20 trong giải Next Manga lần thứ tám vào năm 2022 ở hạng mục truyện tranh trực tuyến; vị trí thứ 9 ở cùng hạng mục trong giải Next Manga lần thứ chín diễn ra năm 2023. Truyện đạt vị trí thứ năm trong kỷ niệm lần thứ 10 của giải thưởng WEB Manga Sō Senkyo năm 2023; và vị trí thứ ba của giải năm 2024. Trong cuộc bầu chọn "Manga We Want to See Animated" của triễn lãm AnimeJapan năm 2025, truyện đạt vị trí thứ tám.